# ワシル・フェドルイシン
ワシル・フェドルイシン（Vasyl Fedoryshyn、1981年3月31日 - ）は、ウクライナのレスリング選手。2008年北京オリンピックレスリングフリースタイル60kg級で銀メダルとなったが、後に薬物違反が発覚して銀メダルが剥奪された。

## 経歴
フェドルイシンは、2004年アテネオリンピックにも出場。準決勝で金メダルを獲得したキューバのヤンドロ・キンタナに敗れ、銅メダルをかけた3位決定戦に回るも、日本の井上謙二に敗れメダル獲得はならなかった。しかし、2017年にはドーピングの再検査によって北京オリンピックの際の検体からトゥリナボルの陽性反応が示されたことにより、同大会での銀メダルを剥奪されることになった。
　

## 実績
- オリンピック
  - 2008年北京オリンピック　銀メダル（後に、薬物違反が発覚し失格）
- ヨーロッパ選手権
  - 優勝　2005、2007、2008年
  - 2位　2001、2002年
  - 3位　2004年